# (85585) Mjolnir
(85585) Mjolnir est un astéroïde Apollon découvert le 21 mars 1998 par Roy A. Tucker. Son nom provient du marteau de Thor, Mjöllnir. Il est classé comme potentiellement dangereux.